# Vani
Vani so v nordijski mitologiji rod dobrohotnih bogov. 

## Bogovi
Med Vane spadajo po tej mitlogoiji bogovi:
- Njord – bog morja
- Freyr (tudi Frö, Atridi in Menglad, včasih tudi Yngvi)
- Freyja (tudi Mardell ali Syr) – boginja ljubezni in lepote
- Frigg (tudi Hlin) – Odinova žena, mati mnogih bogov
- Henir (Ve) in Lodur (Vili) – Odinova brata, ki sta mu pomagala ustvariti svet in ljudi
- Ull – bog zime, Sifin sin in Thorov pastorek, najboljši drsalec in strelec